# Brazil Squadron
Pour les articles homonymes, voir Squadron.
Le Brazil Squadron (escadron du Brésil - station du Brésil - escadron de l'Atlantique Sud) était une station militaire outre-mer établie par les États-Unis en 1826 pour protéger le commerce américain dans l'Atlantique Sud lors d'une guerre entre le Brésil et l'Argentine.
À la fin de la guerre de Cisplatine entre l'Argentine et le Brésil, la station est restée et a continué à protéger les intérêts américains au cours de plusieurs autres conflits. L'escadrille a également participé au blocus de l'Afrique pour réprimer la traite des esclaves dans l'Atlantique, sous le commandement de French E. Chadwick, l'escadrille de l'Atlantique Sud a été impliquée dans l'incident Perdicaris à Tanger, au Maroc, en 1904. Elle cessa d'exister lorsqu'elle fut absorbée par la flotte de l'Atlantique Nord (North Atlantic Fleet) en 1905.

## Expédition aux Malouines
Une expédition vers les îles Malouines a été lancée à la fin de l'année 1831 lorsque le sloop-of-war USS Lexington a été envoyé à Puerto Soledad pour enquêter sur la capture et l'armement éventuel de deux baleiniers américains. Lorsque les marins sont arrivés sur place, la population argentine souffrait de la faim et le Commander Silas Duncan a donc évacué les colons vers le continent. De ce fait, les Malouines sont restées dépeuplées et ont été ouvertes à la colonisation britannique quelques années plus tard. Le différend entre l'Argentine et le Royaume-Uni concernant les droits sur les îles a abouti à la guerre des Malouines de 1982, qui a laissé les Britanniques sous contrôle. Des récits exagérés en opposition à l'expédition américaine affirment que l'USS Lexington a détruit la ville par des tirs navals, ce qui ne s'est jamais produit.

## Traite des esclaves
| Vaisseau        | Capteur    | Date             | Lieu           |
| --------------- | ---------- | ---------------- | -------------- |
| Porpoise        | Raritan    | 23 janvier 1845  | Rio de Janeiro |
| Albert          | Bainbridge | Juin 1845        | Bahia          |
| Laurens         | Onkahye    | 23 janvier 1848  | Rio de Janeiro |
| A.D. Richardson | Perry      | 11 décembre 1848 | Rio de Janeiro |
| Independence    | Perry      | 13 décembre 1848 | Rio de Janeiro |
| Susan           | Perry      | 6 février 1849   | Rio de Janeiro |